# Vulkanradweg
Der Vulkanradweg ist ein 94 Kilometer langer hessischer Radwanderweg, der die Wetterau mit dem hohen Vogelsberg verbindet. Heute ist er Teil des Bahnradwegs Hessen.

## Streckenprofil
Die Radroute nutzt von Glauburg bis Lauterbach die Trasse der ehemaligen Bahnstrecke Bad Vilbel–Lauterbach (Hess) Nord. Die Strecke führte ursprünglich von Altenstadt aus über Gedern, Hartmannshain und Herbstein nach Lauterbach. Später wurde die Route über den Hessischen Radfernweg R7 über Bad Salzschlirf bis nach Schlitz ausgeschildert.
Der Weg verbindet damit die Wetterau über den Vogelsberg mit der Region Lauterbach/Schlitz. Der Vogelsberg als erloschener Vulkan gab dem Radweg seinen Namen. In Altenstadt wird der Deutsche Limes-Radweg gekreuzt.
Der durchgängig asphaltierte Verlauf ermöglicht die Durchquerung des Mittelgebirges ohne extreme Anstiege (max. 3 %).
Höchster Scheitelpunkt des Vulkanradweges ist der ehemalige Bahnhof von Hartmannshain auf etwa 580 m ü. NN. Von hier zweigen der Vogelsberger Südbahnradweg nach Birstein und Wächtersbach und der Hoherodskopfsteig ab.

## Haltepunkte und Bahnhöfe
Mehrere ehemalige Bahnstationen dienen heute als Unterstell-Rastplätze (z. B. ehem. Haltepunkt Schloss Eisenbach), als Restaurationsbetrieb der ehem. Bahnhof Frischborn. Der Restaurationsbetrieb im Bahnhof Rixfeld (Rosenbahnhof) besteht zeitweise, der Vogelsberger Hof, nahe der Bahnstation Grebenhain-Crainfeld besteht 2025 nicht mehr als Gastwirtschaft. Als Museum mit Restaurant dient der heutige Modell-Bahnhof Glauburg-Stockheim, als Übernachtungsquartier der ehem. Bahnhof Nösberts-Weidmoos. Der frühere Bahnhof Hartmannshain ist heute privat-genutztes Wohnhaus, ebenso wie u. a. die früheren Bahnstationen Blitzenrod, Herbstein, Ilbeshausen und Bermuthshain.

## Kilometerschilder
Zur Information der Radler und als Orientierungspunkte für die Notfallrettung dienen Kilometerschilder, die an der Systematik des Bahnradweg-Hessen ausgerichtet sind. Die frühere Beschilderung wurde abgebaut, die im 500-Meter-Abstand ab Lauterbach-Stadtpark (km 0,0) bis Hartmannshain (km 28,5) aufgestellt war. Diese zeigte neben der km-Distanz auch die Bezeichnung der jeweiligen Gemarkung.

## Einstiegspunkte
Zahlreiche Parkplätze direkt am Radweg bieten die Möglichkeit, vom Auto auf das Fahrrad umzusteigen. Solche Einstiegspunkte sind u. a. das Sport- und Freizeitzentrum Steinigsgrund in Lauterbach, der ehemalige Haltepunkt Eisenbach, am Rosenbahnhof in Rixfeld und der höchste Punkt des Radweges bei der Gaststätte Tor zum Vogelsberg in Hartmannshain.

## Fahrradbus
Vom 1. Mai bis zum letzten Sonntag im Oktober verkehren die Linienbusse des Vogelsberger Vulkan-Express der Verkehrsgesellschaft Oberhessen mbH jeden Samstag und Sonntag sowie feiertags mit Fahrradanhängern und decken den Beförderungsbedarf auf die Höhen des Vogelsberges. Mit den Bahnhöfen Altenstadt oder Glauberg und Lauterbach ist der Radweg an das deutsche Schienennetz angebunden.
Zentral fahren die Busse zum Hoherodskopf von Schlitz, Lauterbach (Bahnanschluss), Mücke (Bahnanschluss), Laubach, Nidda (Bahnanschluss), Stockheim (Bahnanschluss) und Altenstadt (Bahnanschluss) sowie von Bad Orb und vom Bahnhof Wächtersbach aus.

## Anschluss an andere große Radwege
- Der Deutsche Limesradweg kreuzt den Vulkanradweg in Altenstadt.
- Der Vogelsberger Südbahnradweg endet in Hartmannshain auf dem Vulkanradweg. Damit stellt er eine 35 km lange Verbindung zwischen dem Vulkanradweg im Vogelsberg mit dem Kinzigtal her.
- Zwischen Hartmannshain und Bad Salzschlirf laufen Gipfeltour, die Verbindung zwischen Hoherodskopf und Wasserkuppe, und der Vulkanradweg über 40 km auf der gleichen Strecke.
- Der Hessische Radfernweg R7 trifft kurz vor Lauterbach auf den Vulkanradweg und begleitet ihn bis Schlitz. Er verbindet Werra und Taunus über den Vogelsberg.
- Der Hessische Radfernweg R2 trifft in Lauterbach auf den Vulkanradweg und begleitet ihn bis Bad Salzschlirf. Der R2 (Die Vier-Flüsse-Tour), startet in Biedenkopf und führt über 202 km durch die Flusstäler von Lahn, Lauter, Lüder und Fulda nach Sinntal im Spessart.
- Der Hoherodskopf-Steig führt von Hartmannshain zum Hoherodskopf und weiter nach Schotten, wo Anschluss an den Hessischen Radfernweg R4 und den Niddaradweg besteht.